# Joe Washington
College Football Hall of Fame 2005
(en) Statistiques sur pro-football-reference
Joe Dan Washington Jr (né le 24 septembre 1953 à Crockett) est un joueur américain de football américain.

## Enfance
Washington joue à la Lincoln High School de Port Arthur où son père est entraineur de l'équipe de football américain.

## Carrière

### Université
Il entre à l'université de l'Oklahoma où Washington est nommé deux fois dans l'équipe All-American de la saison. Il finit troisième du Trophée Heisman en 1974 et cinquième en 1975. Il finit sa carrière universitaire avec 4071 yards parcourus.

### Professionnel
Joe Washington est sélectionné au premier tour du draft de la NFL de 1976 par les Chargers de San Diego au quatrième choix. Après deux années passées inaperçu dans l'effectif des Chargers, Washington est échangé au Colts de Baltimore contre Lydell Mitchell. Il est nommé running back titulaire et marque deux touchdowns.
En 1979, il reçoit quatre-vingt- deux ballons pour 750 yards ainsi que 242 courses pour 884 yards et marque sept touchdowns (trois sur des passes et quatre sur des courses). Il est sélectionné à la fin de la saison pour le Pro Bowl. Après une saison 1980 poussive avec les Colts, il s'engage avec les Redskins de Washington en 1981 avec qui il participe aux Super Bowl XVII (qu'ils remportent) et XVIII. En quatre saisons avec les Redskins, il parcourt 4839 yards en 1195 courses pour douze touchdowns et 395 réceptions pour 3413 yards et dix-huit touchdowns. Il ne sera running back titulaire avec les Redskins que lors de la saison 1981.
En 1985, il signe avec les Falcons d'Atlanta, tentant de faire rebondir sa carrière mais il fait banquette, entrant en cours de match, marquant les deux derniers touchdowns de sa carrière.

## Palmarès
- Pro Bowl 1979
- Joueur ayant fait le plus de fumbles de la saison 1978 (12 fumbles)
- Joueur ayant reçu le plus de passe de la saison 1979 (82 réceptions)
- Nommé dans la liste des soixante-dix meilleurs joueurs de l'histoire des Redskins de Washington
- Intronisé au College Football Hall of Fame en 2005